# العاصمة الإدارية الجديدة
العاصمة الإدارية الجديدة مدينة جديدة من مدن الجيل الرابع وعاصمة جمهورية مصر العربية المستقبلية الجديدة تقع في محافظة القاهرة، وتُديرها شركة العاصمة الإدارية للتنمية العمرانية أُنشئت المدينة بقرار رئيس جمهورية مصر العربية عبد الفتاح السيسي رقم 57 لسنة 2016 وأُعلن عن إنشائها خلال مؤتمر دعم وتنمية الاقتصاد المصري المُقام في مدينة شرم الشيخ في الفترة من 13 إلى 15 مارس 2015 وتم التعاقد مع الإمارات العربية المتحدة على إنشائها خلال فعاليات المؤتمر. تبلغ المساحة الإجمالية للمدينة نحو 170 ألف فدان (688 كم²)، وهي أكبر من مساحة سنغافورة وأكبر أربعة أضعاف من مدينة واشنطن عاصمة الولايات المتحدة الأمريكية، تبعد عن مدينة القاهرة بحوالي 60 كم في اتجاه الشرق، وعن مدينة السويس نحو 65 كم في اتجاه الغرب، ومن المخطط أن تستوعب ما يقرب من 6.5 مليون نسمة عند الانتهاء من مراحلها الإنشائية بالكامل.
أُنشئت العاصمة الإدارية للتخفيف من حدة الازدحام بمدينة القاهرة، ولتكون العاصمة الجديدة ومقر لحكم مصر بنهاية يونيو 2022، حيث سيتم نقل مقرات رئاسة الجمهورية، رئاسة الحكومة، مجلس النواب، مجلس الشيوخ، الوزارات، الهيئات والجهات الحكومية، وكذلك سفارات وقنصليات الدول الأجنبية، وستكون المركز المالي لمصر حيث يوجد بها حي المال والأعمال الذي سيضم المقرات والمكاتب الإقليمية لكبرى الشركات والبنوك المصرية والعالمية، تُقسم المدينة إدارياً إلى 20 حي ومنطقة مختلفة الاستخدامات، وستضم أيضاً على سبيل المثال مقر قيادة الدولة الاستراتيجي، مدينة الفنون والثقافة، مدينة مصر الدولية للألعاب الأولمبية، مدينة المعرفة، والنهر الأخضر الذي سيمتد لأكثر من 35 كم مما يجعله أكبر ستة أضعاف من سنترال بارك في مدينة نيويورك.

## التاريخ
أعلن عن المشروع العاصمة الإدارية الجديدة عام 2015 ليضم القصر الرئاسي الجديد والبرلمان والحكومة وحي دبلوماسي راقي، ولتكون مقرا للوزارات والهيئات الرسمية والسفارات بمصر ومقرا للشركات ومؤسسات القطاع الخاص ويضم كذلك منتجعات ومراكز تسوق حديثة وأحياء سكنية راقية بإستثمارات تصل إلى 45 مليار دولار في توقيع على اتفاقية مشروع بناءها بين شركة إعمار العقارية الإماراتية المستثمرة في المشروع ممثلة برئيس مجلس إدارتها محمد العبار، وعن الجانب المصري وزير الإسكان والمرافق والمجتمعات العمرانية الجديدة مصطفى كمال مدبولي. وشهد التوقيع نائب رئيس الإمارات، الشيخ محمد بن راشد آل مكتوم، والرئيس المصري عبد الفتاح السيسي، وكان من المخطط أن تشارك في تنفيذه أكثر من 35 شركة مصرية متخصصة في أعمال الإنشاءات والمقاولات وأن يستغرق إكماله من 5 إلى 7 سنوات.
إنسحبت الشركة الإماراتية من المشروع بعد وقت قصير من الإعلان عنه، أشار اللواء أحمد زكى عابدين رئيس شركة العاصمة الادارية الجديدة عام 2018 إلى أن إجمالى التكلفة للمرحلة الأولى للعاصمة تبلغ 300 مليار جنيه (حوالي 16 مليار دولار في حينه) والتى سيتم الانتهاء منها بالكامل خلال 3سنوات من حينه. قُدرت تكلفة المرحلة الأولى حتى عام 2021 بـ 25 مليار دولار؛ تحمل الجيش والحكومة عبء توفير وتم ضخها من خارج الميزانية العامة للدولة. وقال خالد الحسيني المتحدث باسم العاصمة الجديدة آنذاك “نسب التنفيذ في المرحلة الأولى تجاوزت 60 بالمئة في كامل المشاريع”. بينما قال رئيس الشركة اللواء عابدين أن تكلفة الحي الحكومي فقط وصلت إلى 50 مليار جنيه تم تمويلها من حصيلة بيع الأراضي وأن شركة العاصمة الإدارية الجديدة ستقوم بتحصيل قيمة إيجارية من الحكومة عند تسلمها هذه المنشآت والمبانى.

## الجغرافيا

### الموقع
تقع العاصمة الإدارية الجديدة عند التقاء خط العرض 30.01 شمالًا وخط الطول 31.45 شرقًا، على مساحة 170 ألف فدان تقريبًا (688 كم²)، يحدها من الشمال طريق القاهرة - السويس الصحراوي، ومدن بدر، الشروق، وحدائق العاصمة، ومن الجنوب طريق القاهرة - العين السخنة، والصحراء الشرقية، ومن الشرق مدينة السويس على بعد 80 كم، ومن الغرب مدن القاهرة الجديدة والقاهرة على بعد 45 كم، ومن الجنوب الغربي مدينة 15 مايو، ومن الجنوب الشرقي مدينة العين السخنة على بعد 55 كم، والأرض في العاصمة الإدارية صحراوية ذات تربة رملية لا يوجد بها أنهار أو وديان، وهي منطقة شبه سهلية يوجد بها بعض الارتفاعات.

## المخطط العام

### الحي الحكومي

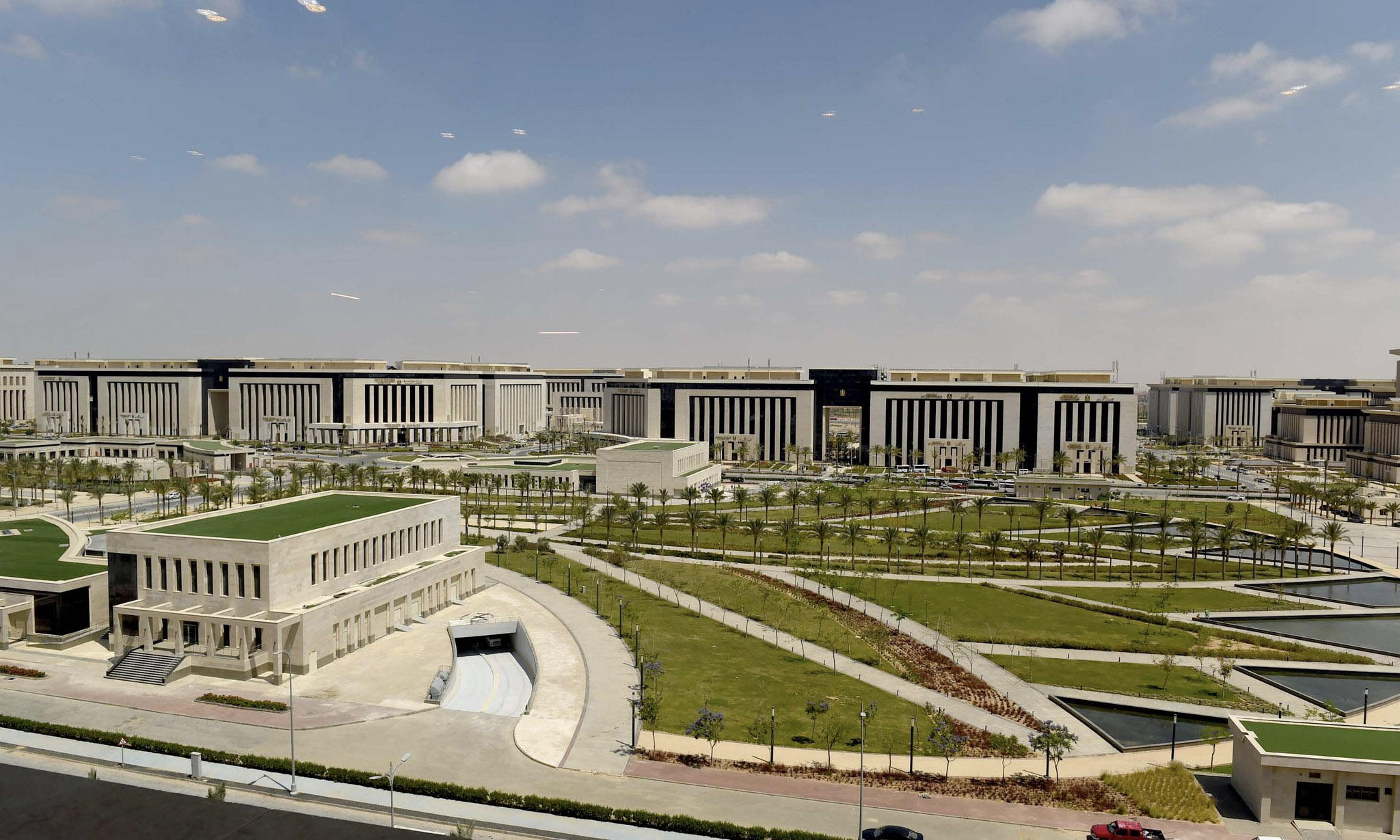
منظر عام للحي الحكومي

بدأ العمل في الحى الحكومى في سنة 2015 على مساحة مساحة 1.5 مليون م2 (150 فدان)، تقام المباني على مساحة 28 % فقط وباقى المساحة مسطحات خضراء، ويصل عدد العاملين في الحي الحكومي إلى 5500 موظف يوميًا، ويشمل الحي 10 مجمعات وزارية بإجمالى 34 وزارة بالإضافة لمبنى رئاسة مجلس الوزراء ومبنى مجلس النواب ومحور رئيسى يتوسط المبانى الوزارية بمسطح 430 ألف م2، كما يتوسط الحى الحكومى منطقة بلازا ستكون ساحة ترفيهية للموظفين تضم حدائق ونوافير، وتبلغ مساحة كل مجمع 170 ألف متر مربع بإجمالي 1.5 مليون متر مربع .
يقع مبنى وزارة الخارجية يمين مجلس الوزراء في المجمع الأول ومن خلفها مجمع يضم 5 وزارات هي الثقافة والسياحة والآثار والاتصالات والتخطيط والإصلاح الإداري والطيران المدني، أما المجمع الثاني فيضم ستة وزارات، هي قطاع الأعمال والتموين والتجارة الخارجية والتجارة والصناعة والقوى العاملة والهجرة والاستثمار والتعاون الدولي، والمجمع الثالث يضم وزارات الإسكان والتضامن الاجتماعي والإعلام والهيئات الإعلامية والجهاز المركزي للتنظيم والإدارة، أما المجمع الرابع فيضم وزارات الأوقاف والتعليم العالي والتربية والتعليم والهيئة الاقتصادية لقناة السويس ومبنى شركة العاصمة، كما يضم المجمع الخامس وزارات الكهرباء والطاقة والبترول والثروة المعدنية والإنتاج الحربى بجانب مبنى خدمة الموظفين.
يضم المجمع السادس وزارات المالية والبيئة والتنمية المحلية، ويضم المجمع السابع وزارتي الري والموارد المائية والزراعة والجهات التابعة لمجلس الوزراء ومبنى خدمات الموظفين والشرطة المتخصصة، أما المجمع السابع فيضم أربعة وزارات هي النقل والصحة وهيئة التأمين الصحي والشباب والرياضة والمجالس النيابية، كما يضم الحي مبنى رئاسة الحكومة ،مجلس النواب على مساحة 25.87 فدان، ومبنى مجلس الشيوخ.

### حي المال والأعمال

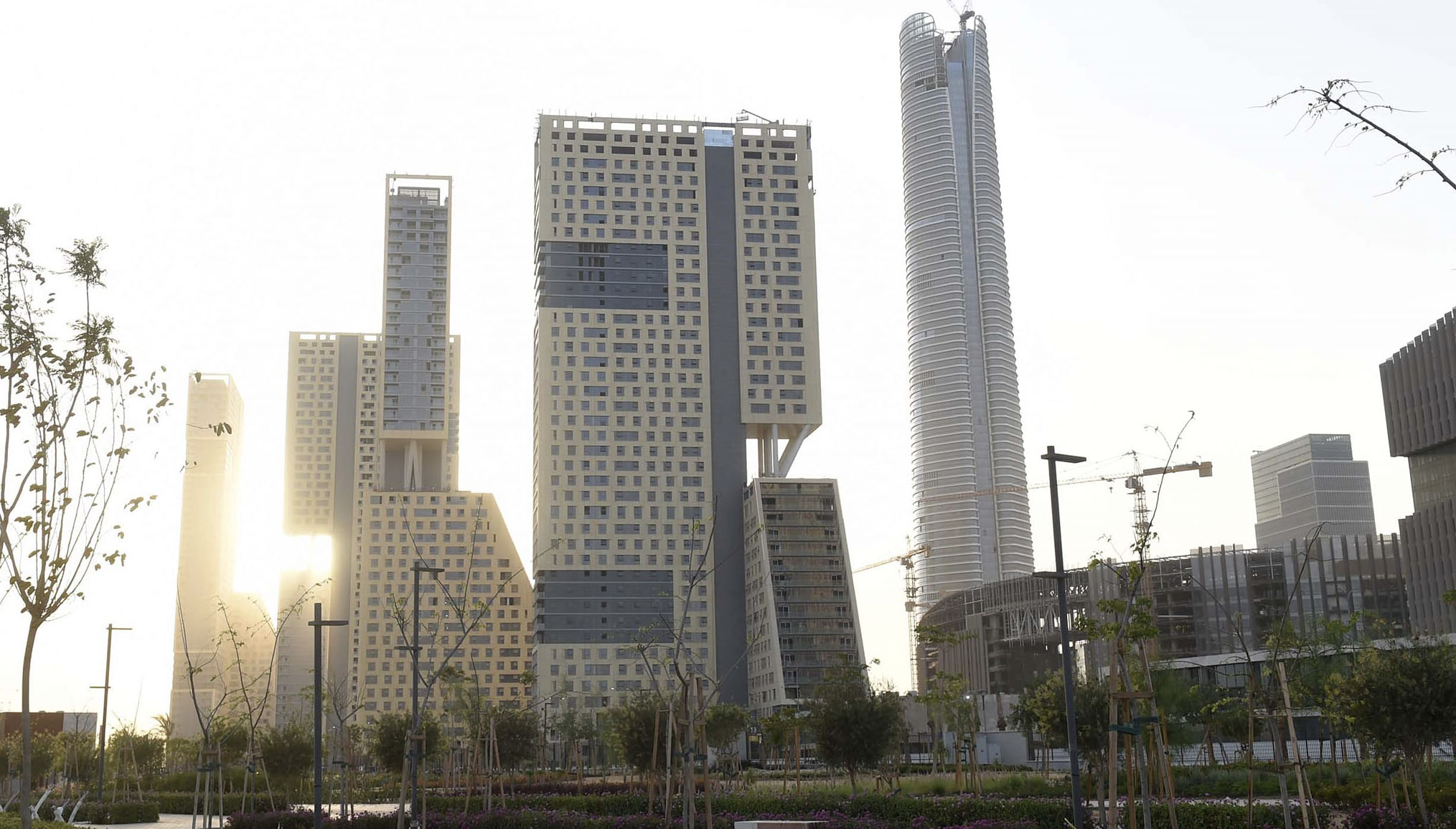
منظر عام لحي المال والأعمال

هو المركز المالي للعاصمة الإدارية الجديدة، تم إنشائه ليكون مركزاً ومقراً إقليمياً لكبرى الشركات والبنوك المصرية والعالمية، يقع غرب الطريق الدائري الإقليمي بين محوري محمد بن زايد الشمالي والجنوبي، على مساحة نحو 1703 كم²، وبحجم استثمارات يصل إلى نحو 3.4 مليار دولار أمريكي يقوم بإنشائه "CSCEC" الصينية، يضم الحي في مرحلته الأولى 18 برج بارتفاعات تتراوح بين 100 و400 متر، تنوع بين 10 أبراج بنشاط إداري، 5 أبراج بنشاط سكني، و3 أبراج بنشاط مختلط، من أهم الأبراج الموجودة بالحي البرج الأيقوني والذي يبلغ ارتفاعه نحو 385 متراً وسيصبح أطول برج في مصر وقارة أفريقيا. ويضم كذلك أبراج انفنتي بارتفاع 200 متر، دايموند بارتفاع 200 متر، وتاچ مصر بارتفاع 170 متر، وغيرهم، ومن المقرر تسليم المشروع بالكامل في فبراير 2023.

## الخدمات

### الصحة
تضم العاصمة الإدارية الجديدة العديد من المنشأت الصحية من أهمها:
- المدينة الطبية.
- مستشفى العاصمة الإدارية الجديدة.[30]
- مستشفى الياسمين.[31]

### التعليم
تضم العاصمة الإدارية الجديدة العديد من المنشأت التعليمية والبحثية من أهمها:
| - فرع جامعة جزيرة الأمير إدوارد. - فرع جامعة كوفنتري. - فرع جامعة هيرتفوردشاير. - فرع جامعة سنترال لانكشاير. - مدرسة نيوكاسل العاصمة الإدارية. | - فرع جامعة لندن. - جامعة مصر للمعلوماتية. - مكتبة العاصمة الإدارية. - مدينة المعرفة. - مدارس العاصمة الإدارية للغات. |

### الرياضة والترفيه
تضم العاصمة الإدارية الجديدة العديد من المنشآت الرياضية والترفيهية من أهمها:
- مدينة مصر الدولية للألعاب الأولمبية.
- ستاد العاصمة الإدارية.
- الصالة المغطاة بالعاصمة الإدارية.
- مدينة الفنون والثقافة.
- النهر الأخضر.

## البنية التحتية

### الطرق والمواصلات
يمكن الوصول لموقع المشروع عن طريق سلوك طريق السويس، ومنه إلى طريق جندالي-2 لحين الإنتهاء من طريق محمد بن زايد. فيما يخطط لتنفيذ خط سكك حديد يرتبط مع شبكة سكك حديد مصر. وكذلك تنفيذ مشروع قطار كهربائي لربط مدينة العاشر من رمضان ومدينة بلبيس بالعاصمة الإدارية، وكذلك مشروع إنشاء قطار العين السخنة - مطروح السريع، فيما يتم تنفيذ مطار بالمشروع على مساحة 16 كم. في حين يجري العمل على مشروع طرق العاصمة الإدارية الجديدة بطول 194 كم، وذلك بهدف خلق محاور تنموية جديدة.

### الكهرباء والغاز الطبيعي
يشهد المشروع بناء محطة توليد للكهرباء بطاقة إنتاجية تصل إلى 4800 ميجاوات، وإنشاء خط العاصمة الإدارية/بدر 500 يطول 40 كم، وخط العاصمة الإدارية/ زهراء المعادي 4500 بطول 30 كم، وتغذّي محطة الكهرباء عن طريق إنشاء خط غاز طبيعي قطر 32 يبدأ من نقطة خط أبو سلطان/ السخنة بطول 65 كم وينتهي داخل محطة كهرباء العاصمة الجديدة.

## الاقتصاد
أعلنت شركة «سي إس سي إي سي» الصينية، عن تنفيذ برج الأيقوني أكبر ناطحة سحاب في إفريقيا بارتفاع 385 متر في العاصمة الإدارية الجديدة، لكي تتوسط حي المال والأعمال الذي يضم إلى جانب البرج العملاق 12 مجمعاً تجارياً، وخمسة مباني سكنية وفندقين.

## أهم المعالم
| البرج الأيقوني هو برج قيد الإنشاء يقع في العاصمة الإدارية الجديدة تنفذه شركة "CSCEC" الصينية، يبلغ ارتفاع البرج 385 مترًا وسيصبح أطول برج في أفريقيا. بدأ صب خرسانة البرج في شهر فبراير 2019. وبعدها أخذ البرج في الارتفاع بسرعة ملحوظة حتي تم الانتهاء من صب الهيكل الخرساني للبرج في شهر يونيو من العام 2021 (بحسب الشركة الصينية المنفذة) واستعانت الشركة الصينية بالعديد من المهندسين والعمال المصريين في تنفيذ المشروع. سيضم البرج فندق وشقق سكنية ومكاتب إدارية كذلك سوق تجاري، سوق للذهب، سوق للالكترونيات، مجمع سينما ومسرح، حلبة تزلج على الجليد ومهبط مروحيات. |
| مركز قيادة الدولة الاستراتيجي هو المقر الجديد لوزارة الدفاع المصرية يهدف إنشاء المقر الجديد إلى أن يكون الأكبر في الشرق الأوسط، يمتد المقر على مساحة إجمالية قدرها 22000 فدان، ويضم المقر 13 منطقة - لكل منها دورها الخاص - مما يجعله أكبر مقر دفاعي في العالم. الأوكتاجون يعد جزء من مؤسسة كبيرة، والتي تضم أماكن عبادة ونوادي وفنادق ومدارس وملاعب ومشاريع سكنية ومراكز تسوق ومستشفيات ومجمعات للخدمات المدنية والإدارية. المكان مؤمن بوحدتين من الحرس الجمهوري، ووسائل أمنية أخرى. |
| مدينة الفنون والثقافة هي مؤسسة ثقافية فنية مصرية، أنشأت كي تكون منارة للإبداع الفني والفكري والثقافي في مصر على مساحة 127 فدان، وتم افتتاحها في 20 نوفمبر 2021، تضم المدينة العديد من المنشأت أهمها متحف عواصم مصر، دار أوبرا، مسرح رمسيس الثاني، قاعة احتفالات كبرى بسعة 2500 شخص، بالإضافة للمسرح الصغير 2 قاعة تستوعب 750 شخص ويقام به العروض الخاصة، ومسرح الجيب الذى يستوعب 50 شخصا، ومسرح الحجرة، ومركز الإبداع الفني، قاعة العرض السينمائي التى سيتم ربطها بالأقمار الصناعية لعرض الحفلات الفنية المختلفة، ثلاث قاعات للتدريب على الغناء والعزف، استوديو تسجيل صوتي ملحق به ثلاث قاعات للمونتاج، متحف عن الأوبرا وتاريخها بمصر، ومتحف فن حديث به آخر أعمال الفنانين المصريين، متحف للفن الحديث بحديقة الأوبرا به محتويات متنوعة لفنانين عالميين ومصريين، مكتبة موسيقية بها الأرشيف الأوبرالي العالمي للاستماع والاطلاع، كافتيريات، قسم لفنون الرسم والنحت والموسيقى والأدب والشِعر، بالإضافة إلى مكتبة العاصمة الإدارية التي تسع 6000 شخص. |
| مسجد الفتاح العليم هو أحد مساجد المدينة في مصر ذات الطراز المعماري الإسلامي الحديث والمميز. يقع في مدخل العاصمة الإدارية على الطريق الدائري الأوسطي، وافتتح في 6 يناير 2019، أقيم المسجد على مساحة 106 فدان منها تقريباً (8600م²) هي مساحة مبنى المسجد، و7000م² ساحة خارجية مخصصة للصلاة، أسفلها "بدروم" به مصلى يومي "مسجد مصغر" للرجال والسيدات، قاعات لتحفيظ القرآن، أماكن للوضوء، مكتبة، ومكاتب إدارية، وباقي المساحة الخارجية مخصصة للمباني والطرق والمناظر الطبيعية، يسع المسجد بالكامل 17000 مصل تقريباً تشمل 6500 دور أرضي (الصحن الرئيسي)، 1200 دور أول "دور الميزانين" (مصلى سيدات)، 7000 مساحة خارجية، 2000 المسجد المصغر. |
| مسجد مصر الكبير هو مسجد قيد الإنشاء مبني على الطراز المملوكي على مساحة 116 فدان، يقع على هضبة تطل على العاصمة الإدارية ويبلغ طول المأذنة 140 متر ويحتوي على 12 قبة صغيرة و8 قباب متوسطة وقبة رئيسية قطرها 30 متر. تُنفذ المشروع شركة المقاولون العرب وبلغت تكلفة المشروع 45 مليون دولار، وعند الانتهاء من بنائه سيصبح أكبر مسجد في مصر. |
| كاتدرائية ميلاد المسيح هي كاتدرائية قبطية، تم افتتاحها في 6 يناير 2019 خلال الاحتفال بعيد الميلاد وخلال زيارة الرئيس المصري عبد الفتاح السيسي والبابا تواضروس الثاني. تعد هذه الكاتدرائية الأكبر حجما وسعة بمنطقة الشرق الأوسط عند اكتمالها، حيث تقع على مساحة 63 الف مترا مربعا ولها سعة لأكثر من 8 الاف شخصا. |
| مدينة مصر الدولية للألعاب الأولمبية هي أول أكبر مدينة أولمبية متكاملة في مصر، تضم العديد من المنشآت الرياضية والعامة مثل ستاد العاصمة الإدارية بسعة 90 ألف متفرج، ملاعب للتدريب، منطقة الفنادق والشاليهات، المنطقة التجارية، مستشفى للطب الرياضي، ملاعب مفتوحة، ملعب التنس الرئيسي والفرعي، مجمع حمامات السباحة، نادي للفروسية، ملاعب إسكواش، مسرح روماني، صالتين سعة 15000، 8000 متفرج لكرة اليد، الطائرة، والسلة، ميادين الرماية اليدوية، ميادين رماية القوس والسهم، المنطقة الإدارية، متحف الرياضة، ميادين رماية الخرطوش، ميادين الرماية الإلكترونية، صالات لألعاب قوى، وقاعات متعددة الأغراض. |
| مدينة المعرفة هي مؤسسة أكاديمية مصرية، تقع غرب الطريق الدائري الإقليمي على مساحة 250 فدان وبتكلفة إنشائية بلغت 2.5 مليار جنيه مصري، بدأ العمل على إنشائها في أغسطس 2019، وتم افتتاحها المرحلة الأولى منها في يونيو 2021، أُنشأت المدينة للعمل على زيادة النمو الرقمي والتفوق التكنولوجي وكذلك رفع قدرات الشباب وتأهيلهم للتفوق في معرفة نظم التكنولوجيا الحديثة، تضم المدينة أربعة منشأت رئيسية وهى جامعة مصر للمعلوماتية، مركز إبداع مصر الرقمية، مركز البحوث التطبيقية، ومركز تطوير التكنولوجيات. |
| النهر الأخضر هي سلسلة شبيهة بالنهر من المتنزهات الحضرية الواقعة في العاصمة الإدارية الجديدة، وعند الانتهاء بالكامل سوف تمتد لأكثر من 35 كيلو متر، وتغطي مساحة إجمالية قدرها 6200 فدان، مما يجعلها ستة أضعاف حجم سنترال بارك في مدينة نيويورك، وجميع الأحياء العشرين بالعاصمة الجديدة سيتم ربطها بالنهر الأخضر الذي يحاكي مجرى نهر النيل في وسط القاهرة، ويتميز المشروع بأنه سيكون مفتوح للزيارات مجانا للمقيمن في العاصمة الأدارية، القاهرة الجديدة والقاهرة، ترتبط جميع الجامعات والمدن في العاصمة الجديدة بالنهر الأخضر، تحتوي جميع أحياء العاصمة الجديدة على حدائق خضراء يستطيع السكان من خلالها الوصول إلى الحديقة الرئيسية سيرًا على الأقدام، ستسمح شبكة متكاملة من مسارات المشاة والدراجات للأشخاص من جميع الأماكن بالاستمتاع بالمتنزهات. |
| سارية العاصمة الإدارية أكبر سارية علم في العالم، يبلغ ارتفاعها 207.8 متراً، رُفِع علم مصر على السارية في 27 ديسمبر 2021. تقع السارية في ساحة الشعب وتتضمن مدرجات تسع 1300 فرد، تتكون السارية من 10 وصلات بجانب وصلة متحركة مسئولة عن تحريك العلم، ووزن السارى 1040 طن حديد والعلم طوله 60 مترا × 40 مترا. |

## معرض الصور

مبنى وزارة الإسكان
مديرية أمن العاصمة الإدارية
مبنى وزارة النقل
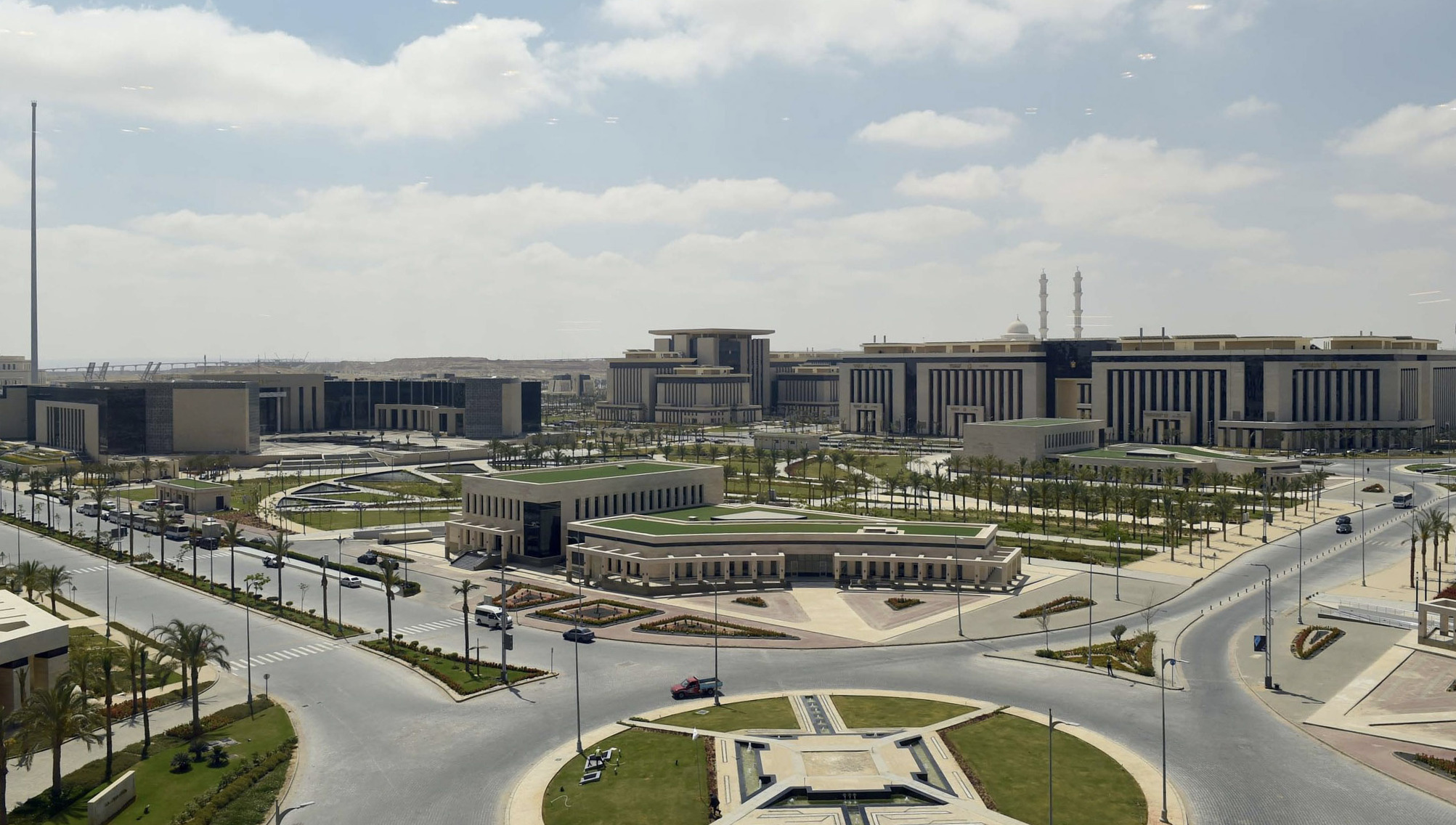
منظر عام للحي الحكومي
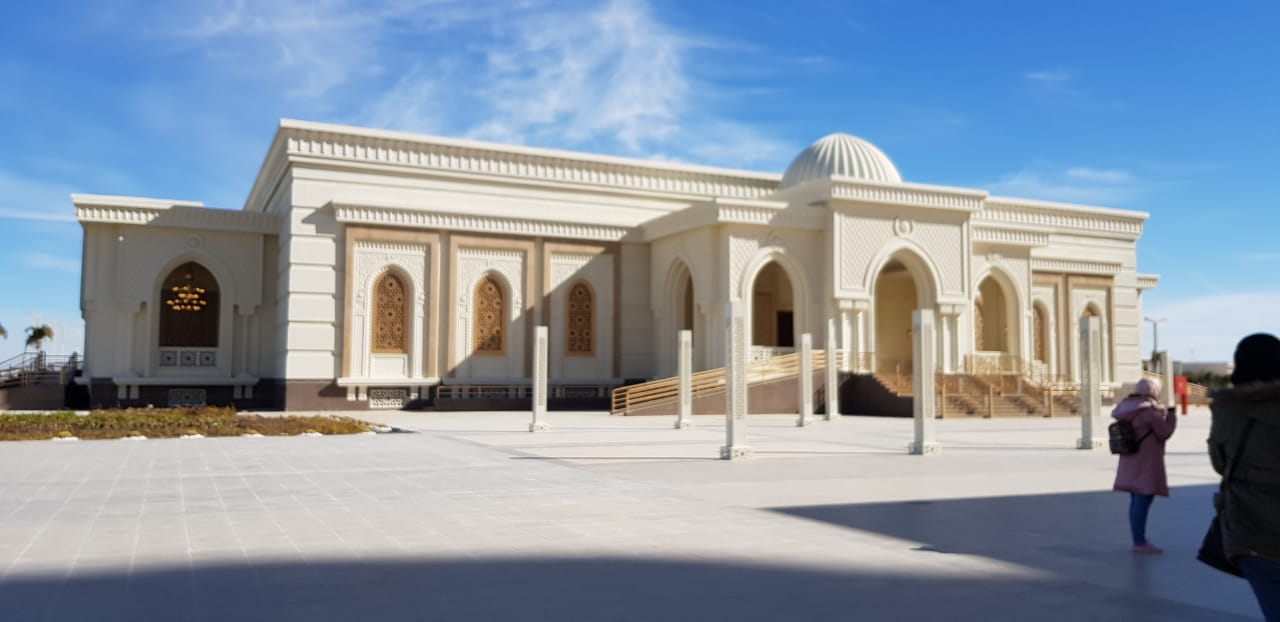
دار مناسبات مسجد الفتاح العليم
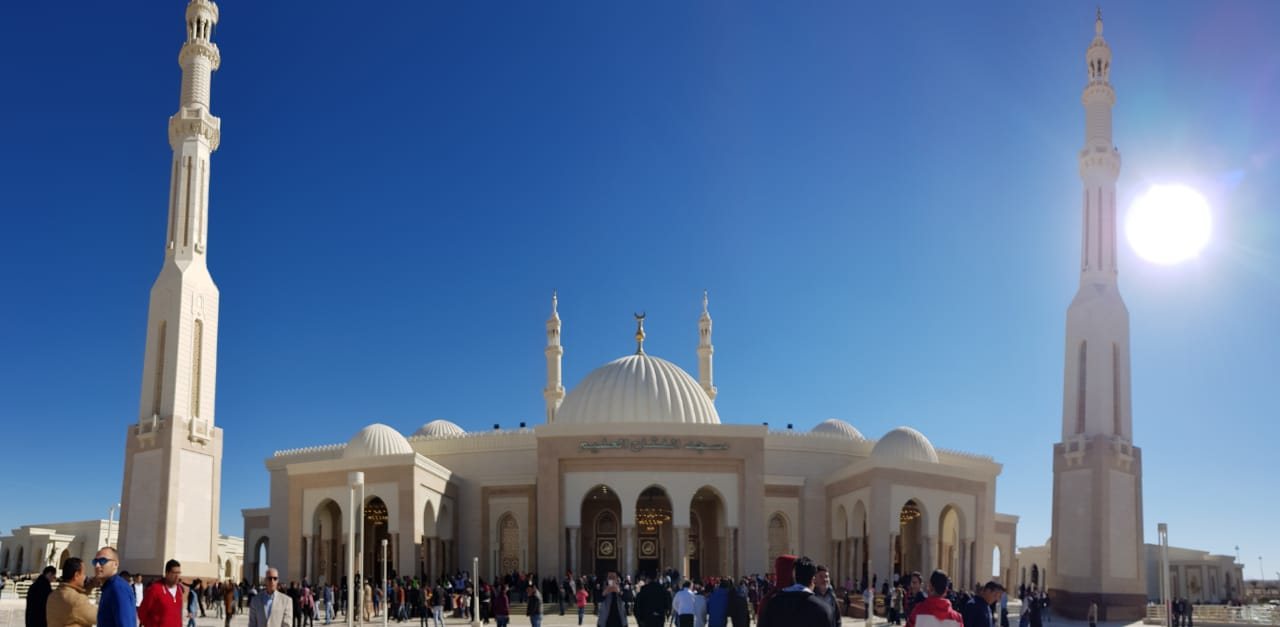
مسجد الفتاح العليم
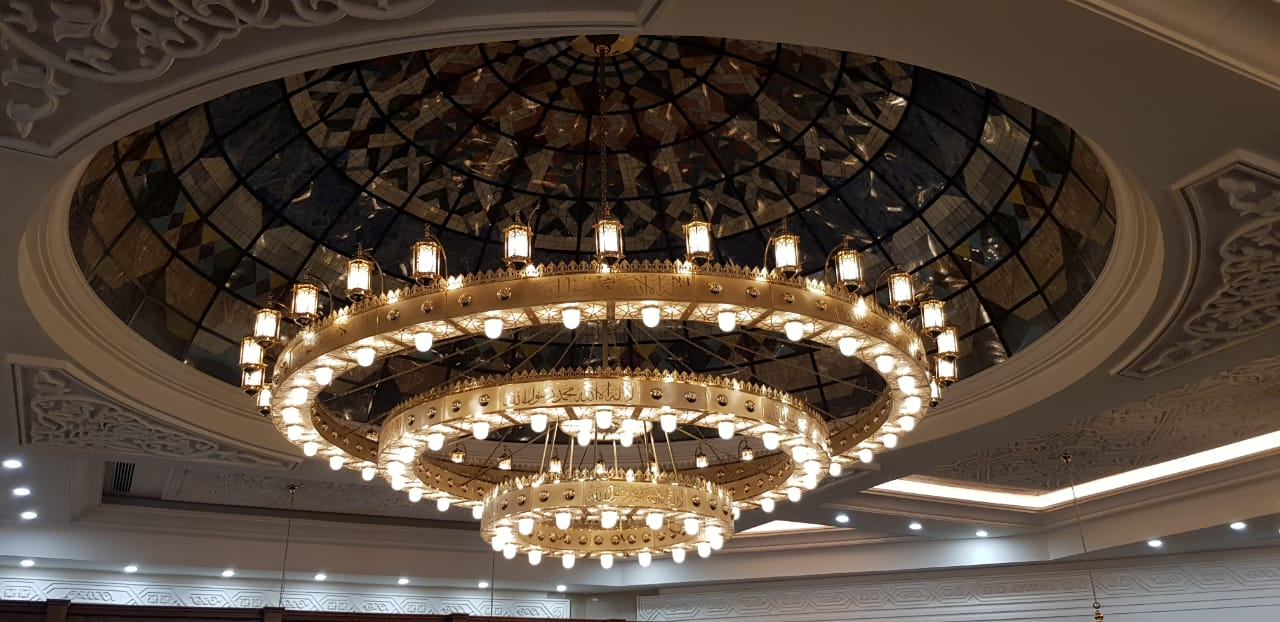
قبة مسجد الفتاح العليم
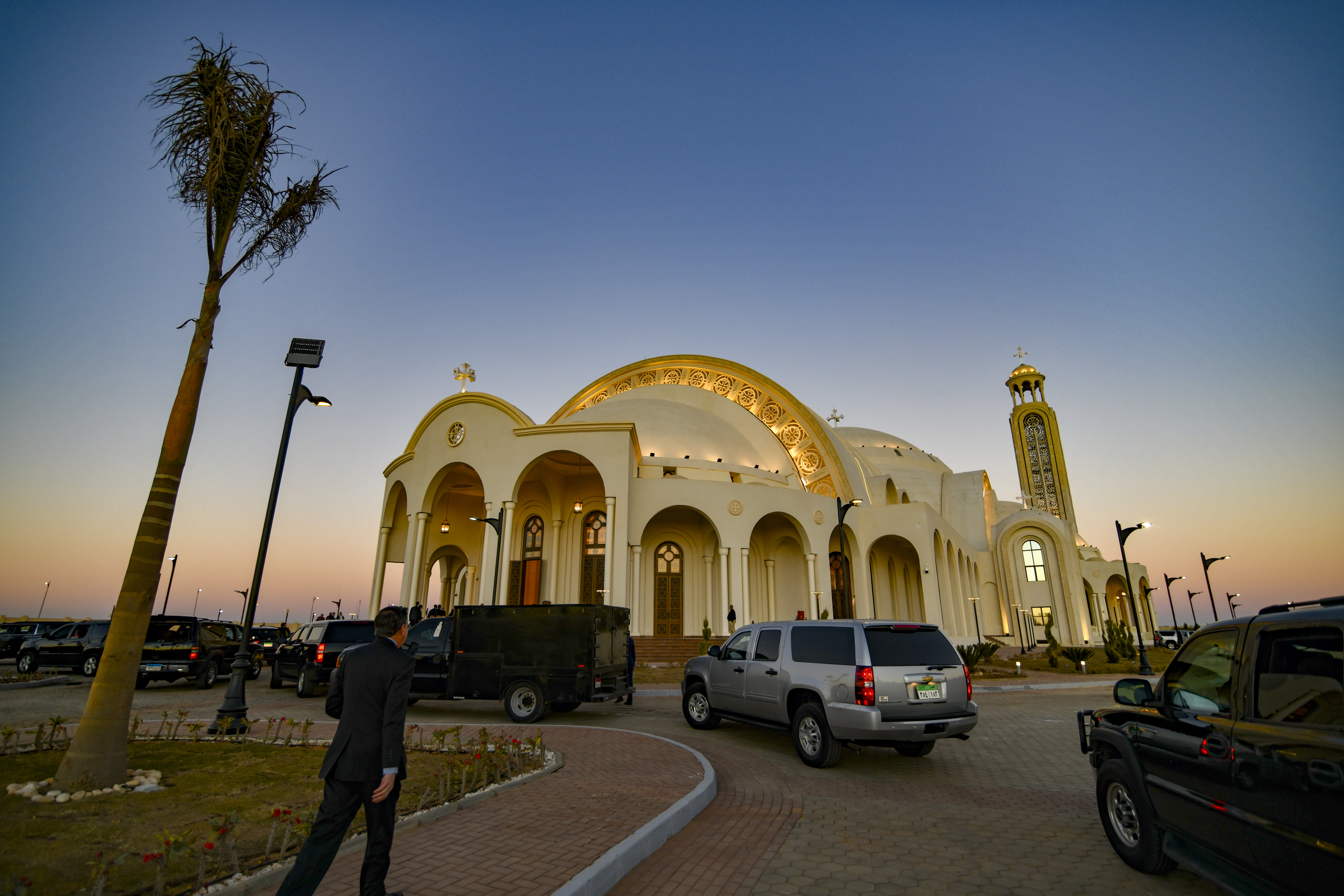
كاتدرائية ميلاد المسيح
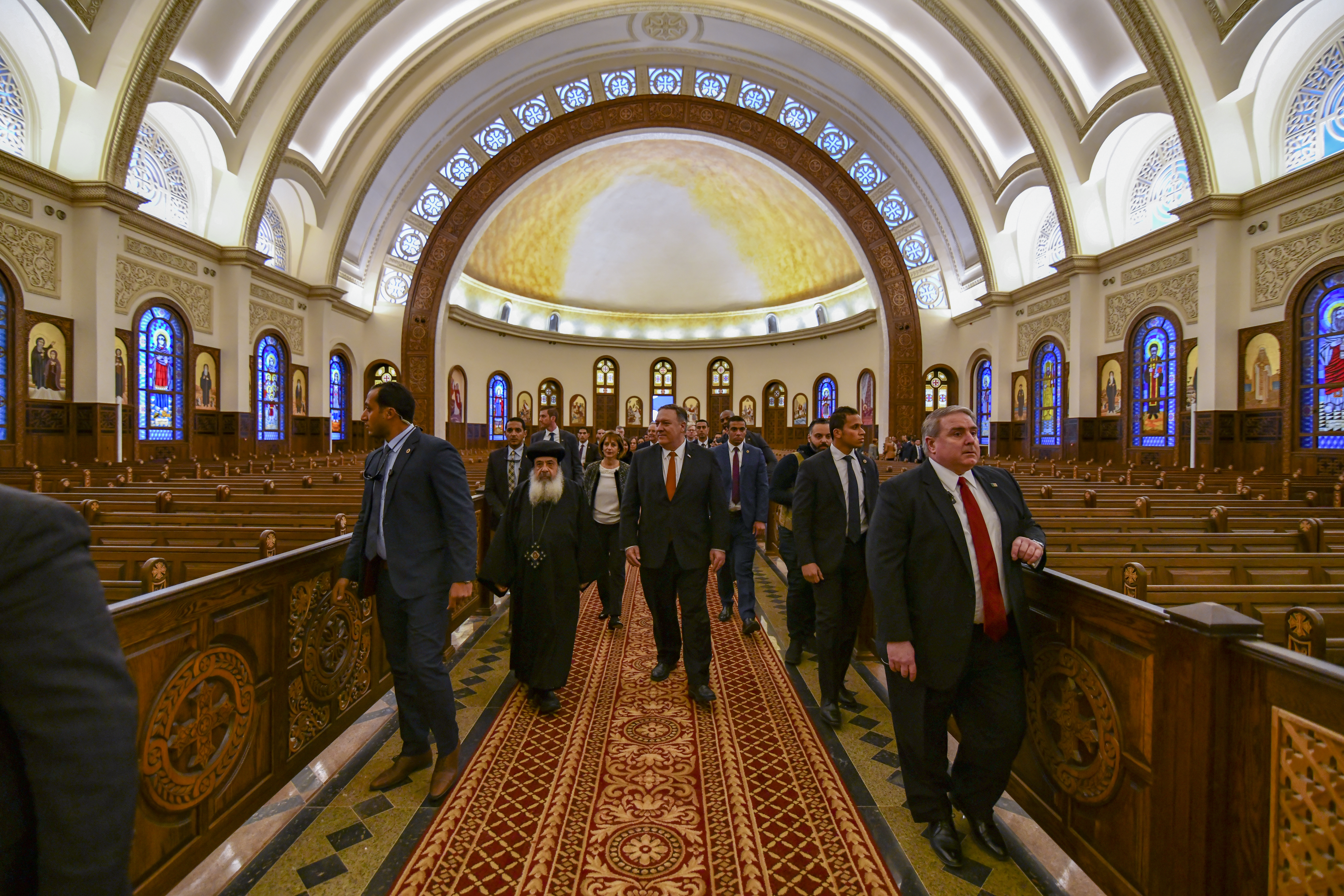
كاتدرائية ميلاد المسيح من الداخل
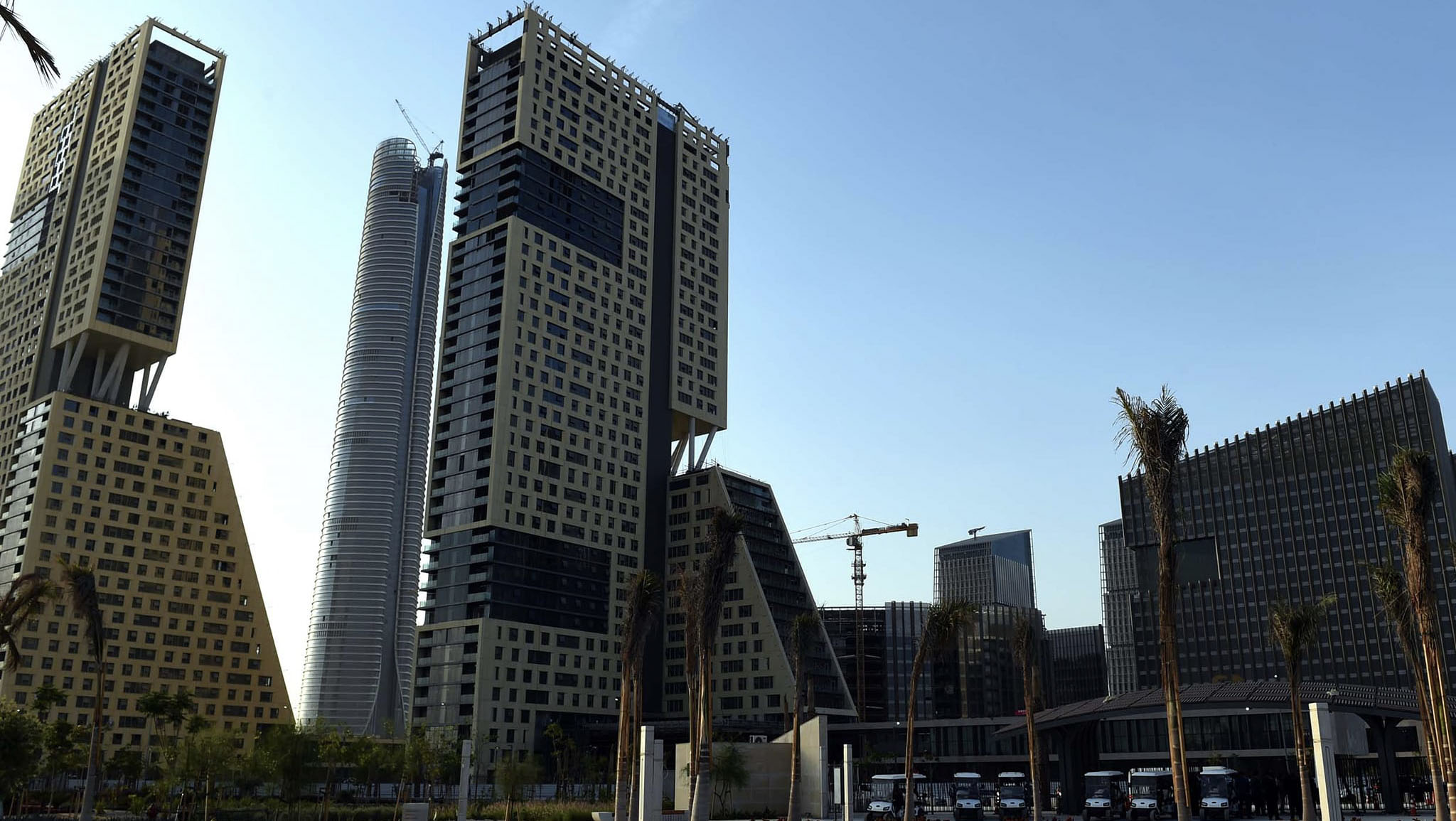
حي المال والأعمال
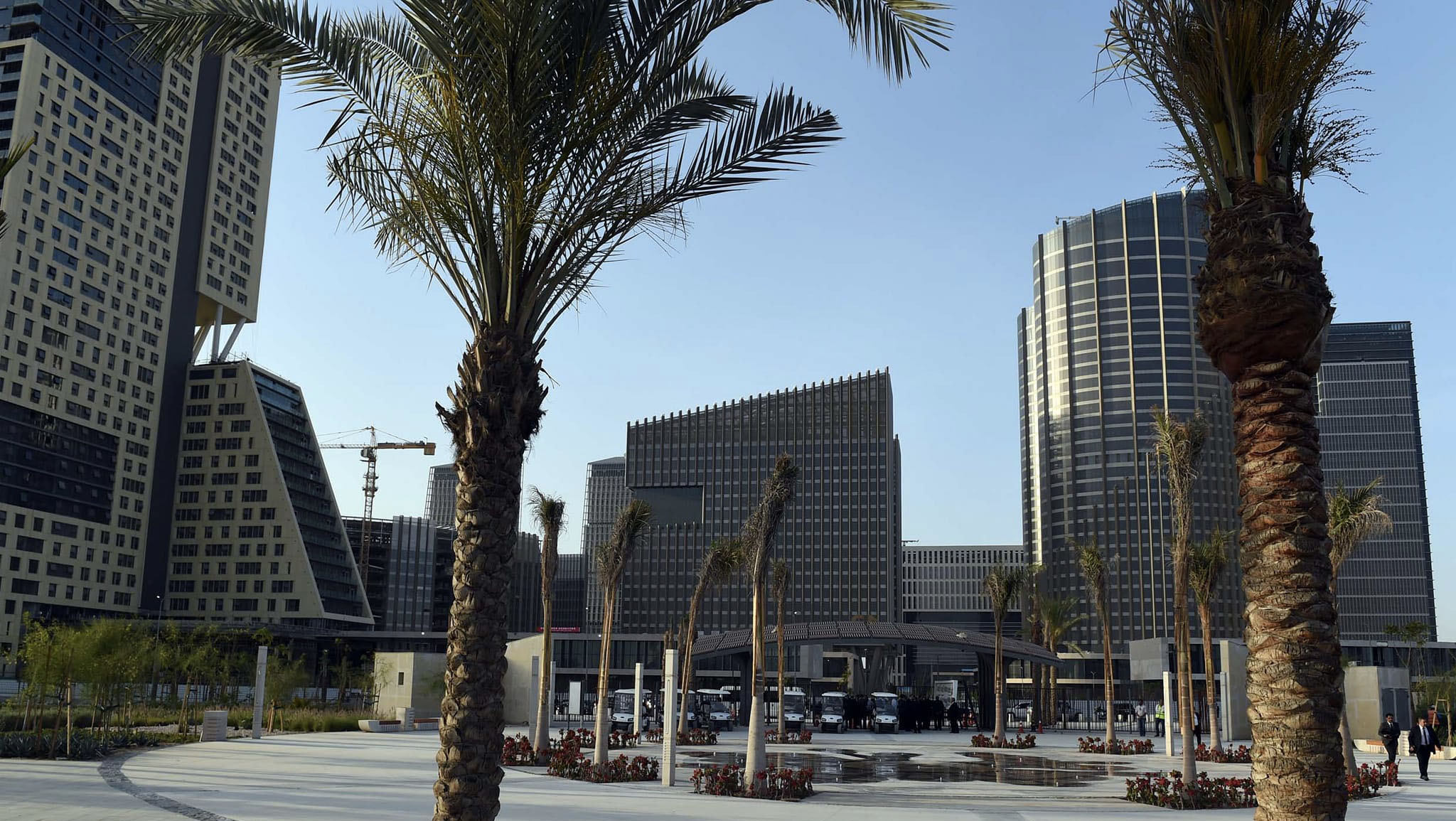
حي المال والأعمال
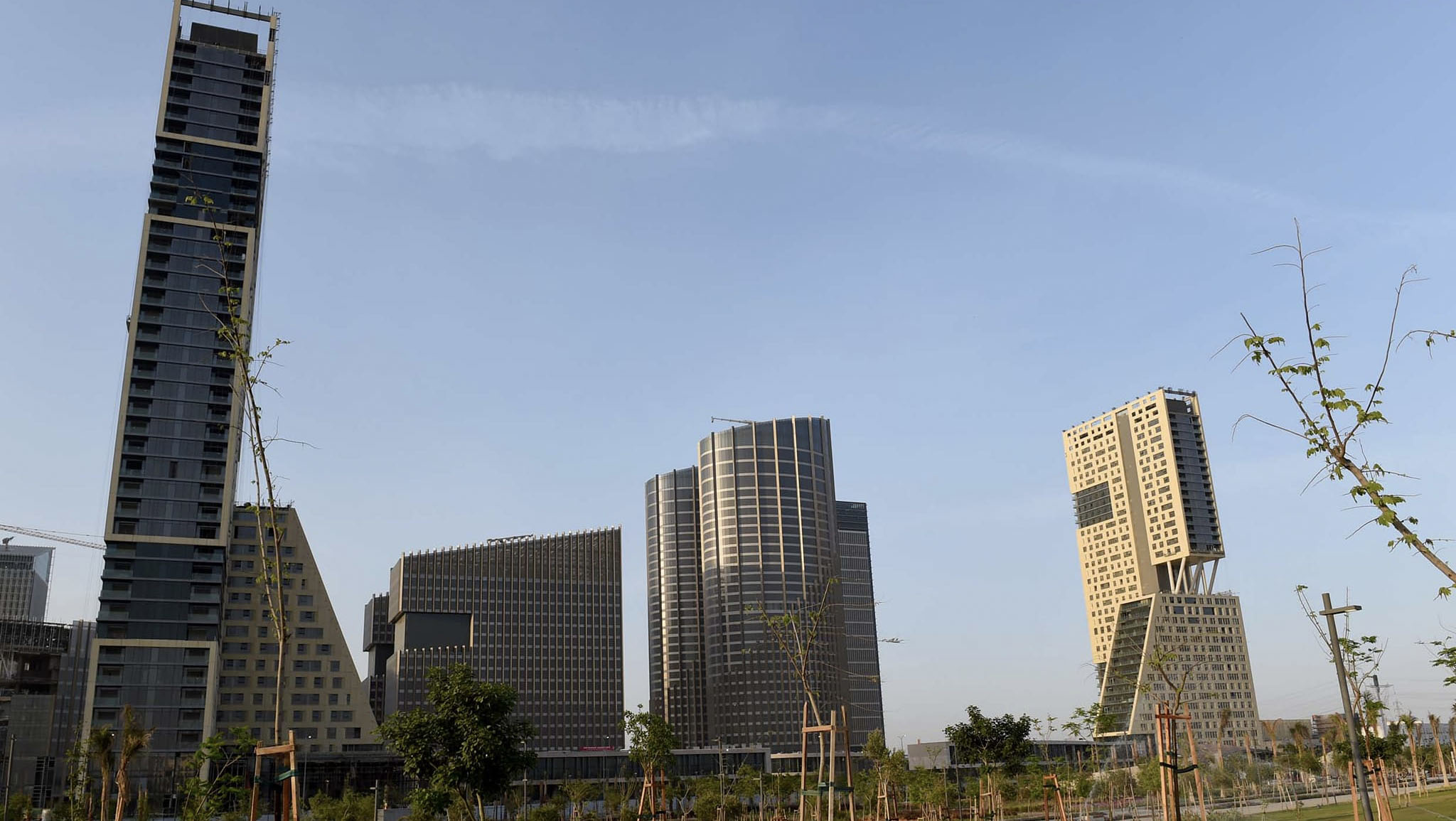
حي المال والأعمال
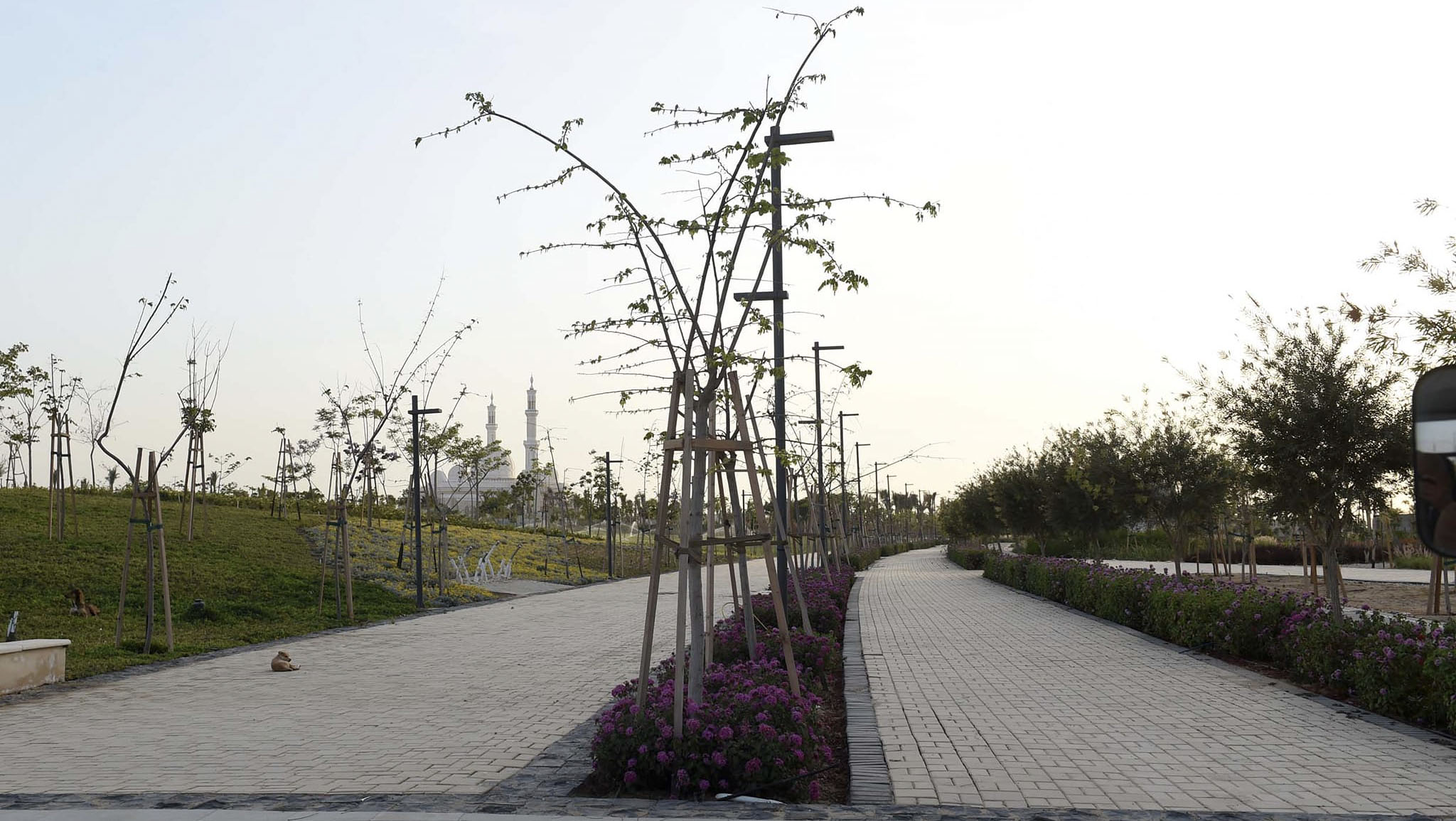
النهر الأخضر
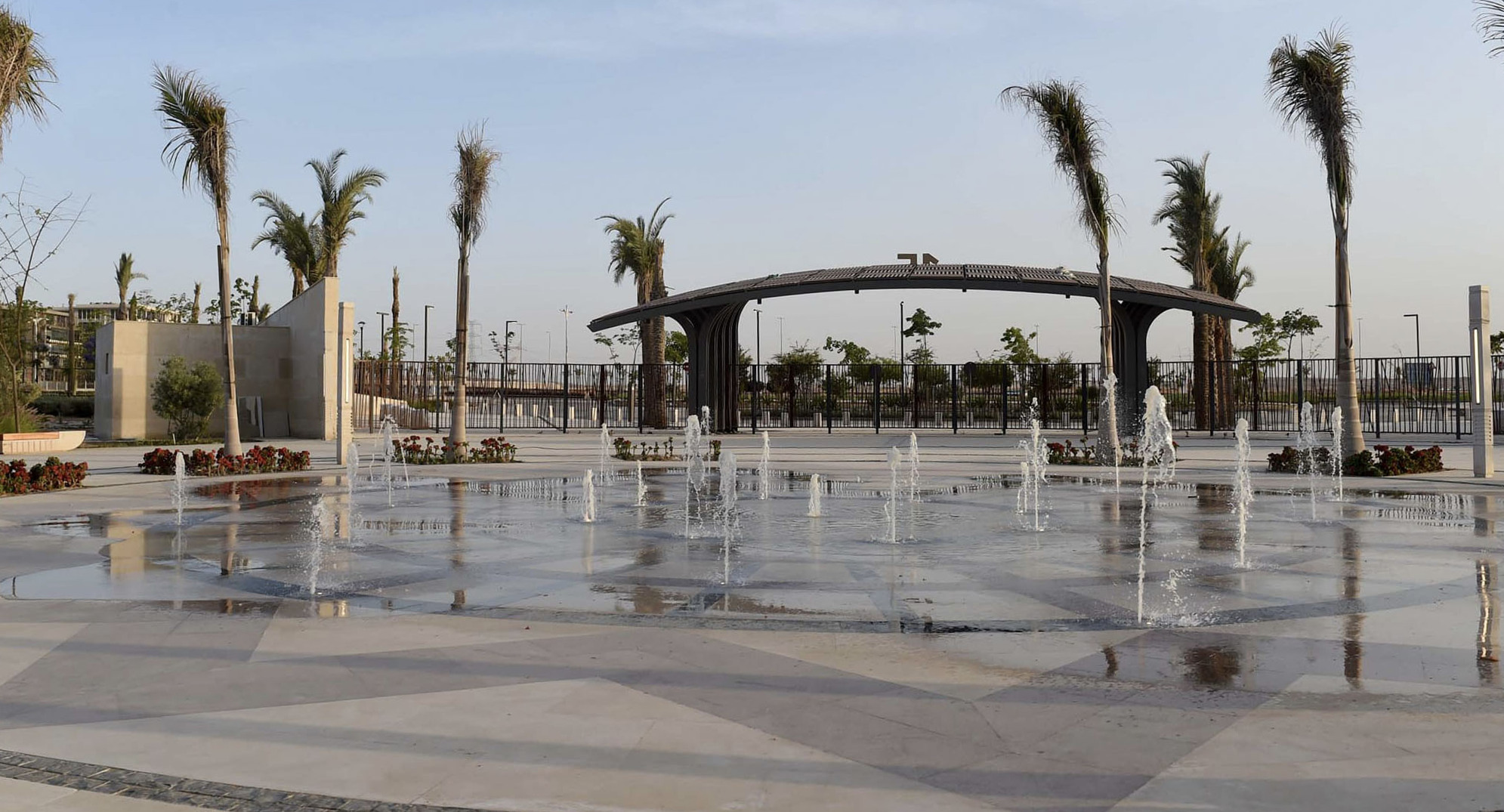
النهر الأخضر
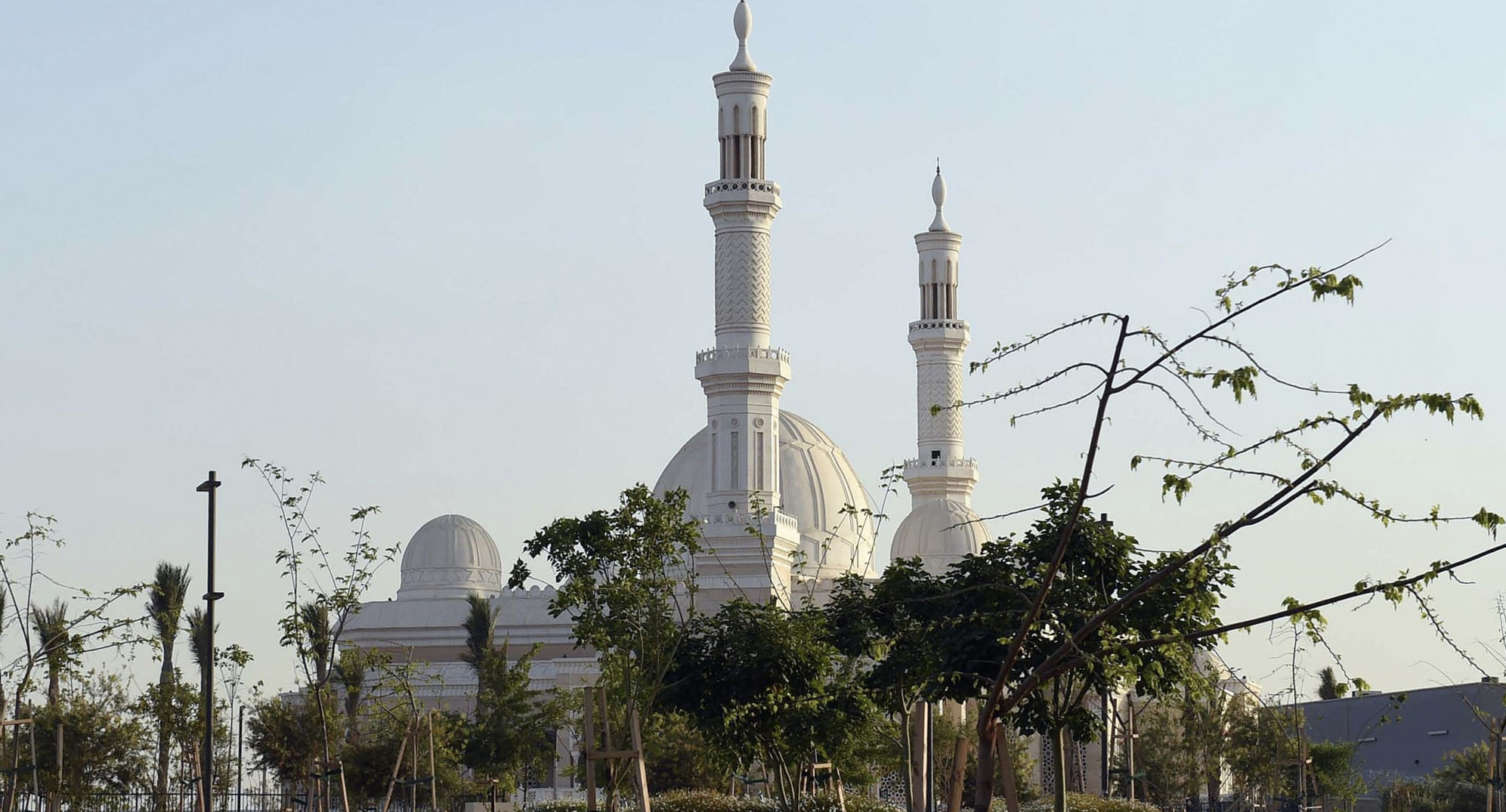
النهر الأخضر

## حوادث
وقع انفجار في العاصمة الإدارية مساء يوم الإثنين الموافق 14 مايو 2018 وأودى بحياة أربعة أشخاص من العمال الموجودين في الموقع وإصابة آخرين أثناء قيامهم بأعمال حفر، وسبب الانفجار هو لغم أرضي كان مدفوناً في الصحراء وهو من مخلفات الحروب

## وصلات خارجية
- الموقع الرسمي للعاصمة الإدارية الجديدة.
- الموقع الرسمي شركة العاصمة الإدارية للتنمية العمرانية.
- صفحة العاصمة الإدارية الجديدة على موقع فيس بوك.
- صفحة شركة العاصمة الإدارية للتنمية العمرانية على موقع فيس بوك.